# Francesco Venuto

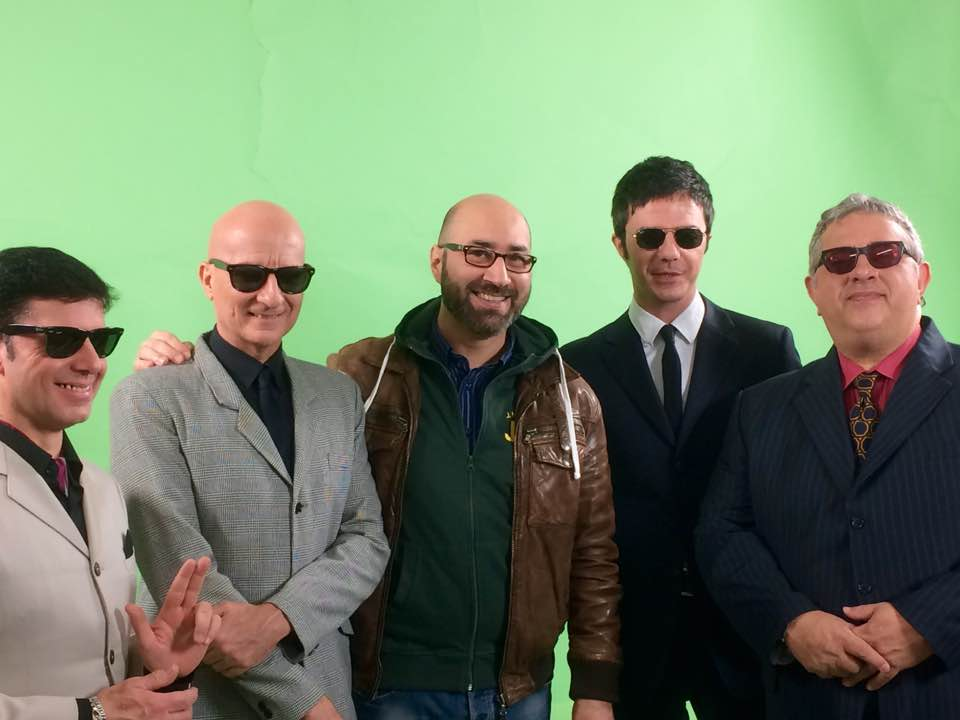
Francesco Venuto e gli Statuto

Francesco Venuto (Torino, 19 febbraio 1968) è un produttore discografico, agente musicale e saltuariamente tastierista, italiano.

## Biografia
Inizia come tastierista e tecnico audio, lavorando con aziende torinesi e alternando lo studio del pianoforte all'organizzazione di rassegne musicali in Piemonte.
Ha collaborato con molti cantautori italiani tra i quali Eugenio Finardi, Alberto Fortis, Enrico Ruggeri, Andrea Mingardi, Massimo Bubola, Alice, Roberta Di Lorenzo, Shel Shapiro, Marco Carena, Andrea Mirò. Nel 2011 riesce a portare all'attenzione della direzione artistica del festival di Sanremo 2012 il brano E tu lo chiami Dio, scritto da Roberta Di Lorenzo e che verrà poi interpretato da Eugenio Finardi. Nel 2012 inizia la collaborazione con Mietta, e Sonohra, che prosegue con Marco Ferradini e Antonella Ruggiero.
Viene spesso citato nella biografia ufficiale di Eugenio Finardi Spostare l'orizzonte scritta da Antonio Gerardo D'errico
Tifoso granata è da sempre legato alla band di Torino Statuto, con il quale collabora attivamente dai primi anni 90.
Ad aprile 2020 in pieno lockdown viene chiamato a collaborare come booking agent nella società Barley Arts, tra le aziende leader in Italia per la produzione e distribuzione di concerti di artisti italiani e stranieri fondata da Claudio Trotta e occupandosi della distribuzione dei concerti di Morgan (cantante), Dolcenera, Gianluca Grignani,Statuto, Roberta Di Lorenzo, Andrea Morricone e Mario Venuti

## Produzioni Live
- 2003 - Notte delle chitarre
- 2005 - Eugenio Finardi "Anima blues"
- 2005 - Mister Tokio
- 2005 - Ivan Cattaneo
- 2007 - Andrea Mirò "A fior di pelle tour"
- 2008 - Eugenio Finardi "Un uomo tour"
- 2009 - Andrea Mingardi
- 2010 - Eugenio Finardi "Suono tour teatrale"
- 2010 - Roberta Di Lorenzo "L'occhio della Luna tour"
- 2011 - Eugenio Finardi "Electric tour"
- 2012 - Andrea Mirò "Elettra e Calliope tour"
- 2012 - Alberto Fortis "Downtown tour"
- 2012 - Shel Shapiro "Hamburg 1963 tour"
- 2013 - Mietta "Venticinque italian tour"
- 2013 - Mietta "Mietta incontra Dado Moroni"

## Discografia

### Album
- 2004 - Marco Carena "Frittomix" (Raiser/Latlantide)
- 2005 - Tony De Gruttola "03" (Raiser)
- 2009 - Eugenio Finardi "Un uomo Tour 2009"
- 2010 - Roberta Di Lorenzo "L'occhio della Luna" (Raiser/EfSounds)
- 2012 - Roberta Di Lorenzo "Su questo piano che si chiama Terra" (Raiser/Themusic Essence/Errepimedia)
- 2023 - Roberta Di Lorenzo "Nomade" (Egea/Incipit records)
- 2023 - Gli Statuto "Bella Storia" (Egea/Incipit records)
- 2025 - Gli Statuto "Football club" (Egea/Incipit recordi)

### Singoli
- 2006 - Mister Tokio "La Radio" (Raiser)
- 2010 - Roberta Di Lorenzo "Antigone" (Raiser/Efsounds)
- 2010 - Marco Carena "Da quando ci sei tu" (Raiser/The Music Essence)
- 2010 - Roberta Di Lorenzo "Luce da un faro" (Raiser/Ala Bianca/Warner)
- 2011 - Roberta Di Lorenzo "Capitano" (Raiser)
- 2012 - Roberta Di Lorenzo "A causa di Psiche" (Raiser/Themusic Essence/Errepimedia)

### DVD
- 2010 - Eugenio Finardi "SUONO" (Raiser/Ermitage/Medusa)